# Ривельес, Ампаро
Мария Ампаро Ривельес и Ладрон де Гевара (исп. María Amparo Rivelles y Ladrón de Guevara; 11 февраля 1925, Мадрид, Испания — 7 ноября 2013, там же) — выдающаяся испанская актриса. Первая обладательница премии Гойя за лучшую женскую роль.

## Биография
Родилась 11 февраля 1925 в Мадриде в семье, имеющей отношение к театральному искусству. Дочь актёров Рафаэля Ривельеса и Мария Фернанда де Гевары, также является сводной сестрой по линии матери Карлоса Ларраньяга и тётей Ампаро Ларраньяга и Луиса Мерло.
С 13 лет выступала в театральной труппе своей матери. В 1940 годах начала сниматься в фильмах компании Cifesa.
В 1958 году переехала в Мексику, где работала в кино на протяжении 24 лет. В 1979 году вернулась в Испанию. В 2006 году завершила театральную карьеру в городе Сантандере.
Скончалась 7 ноября 2013 года в Мадриде от остеопороза в Университетской больнице фонда Хименеса Диаса.

## Семья
Дочь — Мария Фернанда (родилась в Мексике)

## Фильмография
| Год  | Наименование на иностранном языке          | Перевод на русский язык              |
| ---- | ------------------------------------------ | ------------------------------------ |
| 1941 | Mari Juana                                 | Мари Хуана                           |
| 1941 | Alma de Dios                               | Душа Божья                           |
| 1942 | Malvaloca                                  | Мальвалока                           |
| 1942 | Los ladrones somos gente honrada           | Мы, воры, честные люди               |
| 1943 | Un caballero famoso                        | Знаменитый кавалер                   |
| 1943 | Deliciosamente tontos                      | Неподражаемые глупцы                 |
| 1943 | Eloisa está debajo de un almendro          | Элоиза под миндальным деревом        |
| 1944 | Eugenia de Montijo                         | Евгения де Монтихо                   |
| 1944 | El clavo                                   | Гвоздь                               |
| 1945 | Espronceda                                 | Эспронседа                           |
| 1947 | La fe                                      | Ла фе                                |
| 1947 | Fuenteovejuna                              | Овечий источник                      |
| 1947 | Angustia                                   | Боль                                 |
| 1948 | La calle sin sol                           | Улица без солнца                     |
| 1948 | Maria de los Reyes                         | Мария от королей                     |
| 1949 | La duquesa de Benameji                     | Герцогиня Бенамеджи                  |
| 1949 | Sabela de cambados                         | Сабелья из Камбадоса                 |
| 1950 | De mujer a mujer                           | От женщины к женщине                 |
| 1950 | Si te hubieses casado conmigo              | Если бы ты вышла за меня замуж       |
| 1951 | Albade America                             | Заря Америки                         |
| 1951 | La leona de Castilla                       | Львица Кастилии                      |
| 1953 | I Piombi di Venezia                        | Пьедесталы Венеции                   |
| 1954 | Tres citas con el destino                  | Три встречи с судьбой                |
| 1955 | El indiano                                 | Индеец                               |
| 1956 | La herida luminosa                         | Легкое ранение                       |
| 1957 | El batallоn de las sombras                 | Батальон теней                       |
| 1957 | Agguato a Tangeri                          | Засада в Танжере                     |
| 1958 | Los hijos del divorcio                     | Дети развода                         |
| 1960 | El esqueleto de la señora Morales          | Скелет сеньоры Моралес               |
| 1960 | Pecado mortal                              | Смертельный грех                     |
| 1960 | Pension de mujeres                         | Пансион для женщин                   |
| 1960 | La mujer dorada                            | Золотая женщина                      |
| 1960 | Un angel tuvo la culpa                     | Виновный ангел                       |
| 1960 | El amor que yo te di                       | Любовь, которую я тебе дал           |
| 1962 | Adios, amor mio                            | Прощай, любовь моя                   |
| 1963 | Tres caras de mujer                        | Три лица женщины                     |
| 1964 | Los novios de mis hijas                    | Женихи моих дочерей                  |
| 1964 | Historia de un canalla                     | История негодяя                      |
| 1966 | El fugitivo                                | Беглец                               |
| 1966 | Cristina Guzman                            | Кристина Гусман                      |
| 1967 | Anita de Montemar                          | Анита де Монтемар                    |
| 1967 | La tormenta                                | Шторм                                |
| 1969 | Cuando los hijos se van                    | Когда дети уходят                    |
| 1969 | El dia de los madres                       | День матери                          |
| 1969 | La casa de las muchachas                   | Дом девочек                          |
| 1970 | La viuda blanca                            | Вдова Бланко                         |
| 1970 | Los problemas de mama                      | Проблемы мамы                        |
| 1970 | Remolino de pasiones                       | Вихрь страстей                       |
| 1971 | El juicio de los hijos                     | Суд над детьми                       |
| 1971 | Ave sin nido                               | Птица без гнезда                     |
| 1971 | Una vez, un hombre                         | Однажды, человек                     |
| 1972 | El medio pelo                              | Половина волос                       |
| 1972 | Quien mato al abuelo?                      | Кто убил деда?                       |
| 1972 | Hay angeles sin alas                       | Есть ангелы без крыльев              |
| 1972 | Indio                                      | Индеец                               |
| 1973 | La hiena                                   | Гиена                                |
| 1974 | La madrastra                               | Мачеха                               |
| 1975 | Lo imperdonable                            | Беззащитные                          |
| 1977 | La Coquito                                 | Кокито                               |
| 1977 | La playa vacia                             | Пустой пляж                          |
| 1978 | Pasiones encendidas                        | Пылающие страсти                     |
| 1979 | Estudio 1                                  | Студия 1                             |
| 1982 | Los gozos y las sombras                    | Радости и тени                       |
| 1982 | La casa de Bernarda Alba                   | Дом Бернарды Альбы                   |
| 1983 | Soldados de plomo                          | Оловянные солдаты                    |
| 1986 | Hay que deshacer la casa                   | Нужно разрушить дом                  |
| 1989 | Esquilache                                 | Эскилаче                             |
| 1991 | Farmacia de guardia                        | Дежурная аптека                      |
| 1991 | El dia que naci yo                         | На следующий день я родился          |
| 1995 | Mar de luna                                | Море и луна                          |
| 1995 | La Regenta                                 | Регентша                             |
| 1996 | Sombras y luces: Cien años de cine español | Тени и свет: Сто лет испанского кино |
| 1999 | Una de dos                                 | Один из двух                         |
| 1999 | El olor de las manzanas                    | Запах яблок                          |

## Звания
2005 — почетный доктор Политехнического университета в Валенсии

## Награды, премии
1947 — Медаль общества кинематографических писателей в номинации лучшая женская роль.
1980 — Премия ACE (Нью-Йорк) за лучшую женскую роль.
1986 — приемная дочь Валенсии, премия «Гойя» за лучшую женскую роль.
1989 — Золотая медаль за заслуги в области изящных искусств (номинация — театр).
1994 — Премия «Серебренные рамки» за прижизненные достижения.
1995 — Театральная премия Mayte.
1996 — Национальная театральная премия.
2002 — Премия «Ercilla» за профессиональную театральную карьеру.
2003 — Знак отличия Женералитета Валенсии за культурные заслуги.
2004 — Национальная театральная премия Пепе Исберта.
2006 — Почетная медаль общества кинематографических писателей, за актёрскую карьеру.
2011 — Звезда на аллеи славы в Мадриде.